# Terfezia leptoderma
Espèce
Terfezia leptoderma est une espèce de champignons de la famille des Pezizaceae. Elle est parfois appelée « terfesse ».